# Szatipatthána-szutta
A Szatipatthána-szutta (Maddzshima-nikája 10), illetve a hasonló című Mahászatipathána-szutta (Dígha-nikája 22), a théraváda buddhizmushoz tartozó páli kánon legnépszerűbb és legszélesebb körben tanulmányozott szuttái, amelyek a vipasszana meditációs gyakorlat alapját képezik. A két szutta tartalma nagyjából azonos; az egyetlen nagy különbség az, hogy az utóbbi egyik fejezete kitér a négy nemes igazság (páli: csatu arija szaccsa) tanaira is. Mindkét szövegben fontos szerepet kap a szati (tudatosság) gyakorlata "a lények megtisztítására, a nyomorúság és a bánat legyőzésére, a fájdalom és a szomorúság megsemmisítésére, a helyes ösvény elérésére, a Nibbāna megvalósítására."

### Eredete
Ugyan a Szatipatthána-szutta egyese elemei megtalálhatók a legrégibb szutták közé tartozó Szamjutta-nikájában és a Szamjukta-nigámában, a teljes egészében kidolgozott Mahászatipatthána-szutta csupán a théraváda Dígha-nikájában létezik. Bhante Sujato théraváda szerzetes szerint a szuttát más szutták elemeiből állították össze az i.e. 20 táján.

### A cím fordítása és vonatkozó irodalom
A satipaṭṭhāna a sati (tudatosság), illetve vagy a paṭṭhāna (megalapozás), vagy az upaṭṭhāna (jelenlét) szavakból tevődik össze. A szóösszetétel jelentése a "tudatosság megalapozása" vagy a "tudatosság jelenléte". Anālayo szerint a kifejezés második értelmezése etimológiailag nézve helyesebb, ugyanis az upaṭṭhāna kifejezés a páli kánon teljes egészében és a szutta szanszkrit fordításában is egyaránt felelhető fogalom. Ehhez képest az előbbi csupán az   Abhidhammában és a nikaják utáni páli szövegmagyarázatokban fordul elő.
A cím magyar fordításai: 
- Az éberség megalapozásáról szóló tanítóbeszéd, ford: Tóth Zsuzsanna[10]
- Az éberség alapzatairól, ford: Pressing Lajos[11]

A "Mahá-" előtag a DN 22 páli címében csupán azt jelenti, hogy "nagy" vagy "nagyobb", amely valószínűleg arra utal, hogy abban szerepel a négy nemes igazság tudatossága is.

### Bírálatai és kanonikus elhelyezése
A páli kánonban a Szatipatthána-szutta a tizedik diskurzus a Maddzshima-nikájában (MN10). A Páli Szöveg Társaság (PTS) által kiadott kánonban a három kötetes Maddzshima-nikája az első kötetének az 55. oldalán található ez a szöveg (M i 55).
A Mahászatipatthána-szutta pedig a szintén három kötetes Dígha-nikája 22. szövege (DN 22), amely a második kötet 289. oldalán kezdődik (D ii 289).
A kínai kánonban a szarvásztiváda források alapján készült Nien csu csing (念處經, Nian Chu Jing), avagy Szmritjupaszthána-szútra (Smṛtyupasthāna Sūtra) a Tajsó tripitaka első kötetének az 582. oldalán található, Madhjama ágama No. 26. Egy hasonló szútra található az Ekottara-ágamában (EA 12.1), melynek címe Ekajána-szútra (Közvetlen út szútra).
A Szmritjupaszthána-szútra egy korai verziója fennmaradt a Pradnyápáramita szútrákban (tibeti és kínai), amelyek közül egyet angolra is lefordított  Edward Conze. A tudatosságról szóló fejezetek jelentik a megvilágosodás 37 tulajdonságának (Bódhipakkhija-dhamma) első négy elemét. Bhante Sujato szerint a szatipatthánának ez a változata üdítő egyszerűséget tükröz, amiből valószínűsíthető, hogy nem tér el nagyban az eredeti szövegtől.
A "Saddharma Smṛtyupasthāna Sūtra" létezik tibeti fordítása is (dam pa'i chos dran pa nye bar bzhag pa'i mdo//dampé chödren panyé barzhak pé do), azonban ez egy nagyon hosszú, korai mahájána szöveg, amely erősen eltérő. Bhante Sujato hatalmas terjedelmű összehasonlító elemzést végzett a szutta különböző verzióiról a A History of Mindfulness című művében.

### Későbbi források
A Szatipatthána-szútrában szereplő különböző meditációs tárgy és gyakorlat szerepel más Abhidharma műben is, mint például a théraváda Vibhanga és a Patiszambhidámagga, vagy a szarvásztiváda Dharmaszkandha, Dnyánaprasthána, Sáriputrábhidharma és az Arthaviniszcsaja-szútra.
A poszt-kanonikus páli szövegmagyarázatokban a Szatipatthána-szutta klasszikus kommentárja (illetve a teljes Maddzshima-nikájáé) megtalálható Buddhagósza Papancsaszudani című művében (Bullitt, 2002; Soma, 2003).
A további kommentárok között olyan művek szerepelnek, mint Abhidharmakósakárika (szerző: Vaszubandhu), Jógacsarabhumi és Abhidharma-szamuccsaja (szerző:  Aszanga).

## Tartalma

### A páli verzió tartalma
A Szatipatthána-szuttában (MN 10) a Buddha a tudatosság megalapozásának négy módját különbözteti meg (angolul "foundations of mindfulness" vagy "frames of reference", amelyeken meditál or focusses a világi élet hátrahagyása után: kája (test), védana (az érzékelésből keletkező érzések/érzetek), csitta (tudat/éberség), és dhammák (a buddhista tanítás részei). Ezután a szutta áttekintést ad a buddhista gyakorlatokról négy fejezetben:
1. Kája (test):
  - a légzés tudatossága, a testi késztetések lecsillapítása (lásd még: Ánápánaszati-szutta);
  - a testhelyzetek és tevékenységek tiszta megértése;
  - a testrészek visszataszító természete fölötti elmélyedés;
  - a testet felépítő fizikai elemeken való elmélyedés: föld, víz, tűz és levegő;
  - Hullaházi elmélyedések;
  - ily módon szemlélni magát a testet; avagy a keletkezés és elmúlás tiszta megértése a testre vonatkozóan; avagy a test jelenlétének fenntartott tudatossága.
2. Védana (az érzékelésből keletkező érzések/érzetek):
  - az érzések értelmezése kellemes, kellemetlen és semleges érzésként;
  - ily módon szemlélni magát az érzéseket; avagy a keletkezés és elmúlás tiszta megértése az érzésekre vonatkozóan; avagy az érzések jelenlétének fenntartott tudatossága.
3. Csitta (tudat/tudatosság),[note 3] a három méreg (tudatlanság, gyűlölet, kapzsiság) ártó tudatállapotainak jelenléte vagy hiánya fölötti szemlélődés; ill a dhjána üdvös tudatállapotainak jelenléte vagy hiánya fölötti szemlélődés:
  - a három méreg:
    - vággyal teli (szarágam) vagy nem vággyal teli (vitarágam)
    - haragos (szadószam) vagy harag nélküli (vítadószam)
    - zűrzavaros (szamóham) vagy zűrzavar nélküli (vítamóham)

  - dhjánára vonatkozó tényezők:
    - összeszedett (szankhittam) vagy szétszórt (vikkhittam)
    - tágas (mahaggatam) vagy nem tágas (amahaggatam)[note 4]
    - meghaladható (szauttaram) vagy nem meghaladható (anuttaram)[note 5]
    - lecsendesült (szamáhitam) vagy nem csendesült le (aszamáhitam)
    - elengedett (vimuttam) vagy nem elengedett (avimuttam)

  - ily módon szemlélni magát a tudatot; avagy a keletkezés és elmúlás tiszta megértése a tudatra vonatkozóan; avagy a tudat jelenlétének fenntartott tudatossága.
4. dhamma (a buddhista tanítások részei):[note 6]
  - az öt akadály: az érzéki vágyak, rosszakarat, lanyhaság és lustaság, nyugtalanság és megbánás, és bizonytalanság jelenlétének és hiányának, illetve megjelenésének és elmúlásának, illetve jövőbeni megjelenésének tudatossága;
  - az öt szkandha, a ragaszkodás halmazai: az anyagi forma, az érzés, az észlelés, a késztetés és tudomás csoportosulások (mentális formációk) megfigyelése, ahogyan keletkezik és elmúlik;
  - az érzékelések (6 belső és 6 külső), és az ezek függvényében fellépő béklyók: a belső érzékszervek (szem, fül, orr, nyelv, test, és tudat), a külső érzékterületek (forma, hang, szag, tapintható tárgyak), az érzékelésekből ébredő béklyók, ezek eltávolítása, illetve a jövőbeni újbóli keletkezésük megakadályozása;
  - a felébredési tényezők: a szati'(éberség), a dhamma-vicsaja (a dhammák vizsgálata), a virija (energia, erőfeszítés, kitartás, elhatározás), a píti (az elragadtatás mentális tényezője), passzaddhi (nyugodtság, ellazulás (testi és tudati)), szamádhi (tiszta tudatosság, összpontosítás), upekkha (egykedvűség) jelenlétének vagy hiányának, illetve keletkezési módjának ismerete;
  - a négy nemes igazság.

### Más források tartalmával összehasonlítva
A szarvásztiváda Szmritjupaszthána-szútra nem teljesen egyezik meg a théraváda változattal, például a légzés helyett az előbbi különböző testtartásokkal kezdődik. Bhante Sujato szerint ez inkább a tudat mentális formációinak lecsendesítésére helyezi a hangsúlyt, a théraváda gyakorlatban ezzel szemben a központi gyakorlat a vipasszana (belátás). A szöveg gyakran említ 'bhikkhukat és bhikkhunikat' (szerzetesek és apácák), míg a théraváda változatban csak szerzetesek szerepelnek.
A Szmritjupaszthána részei megtalálhatók számos tibeti és kínai Pradnyápáramita szútrában, például az Edward Conze által fordított 25 000 soros változat. A Szmritjupaszthána egy nagyobb szútrába épült be, így a Buddha Szubhutival történő párbeszédei között szerepel. A test fölötti szemlélődés gyakorlata csak vázlatosan szerepel benne, illetve további három szatipatthána.
Több tudós is megkísérelte meghatározni különböző korai források alapján meghatározni a legkorábbi szuttát, többek között az eredeti szatipatthánát is. Bronkhorst (1985) szerint a legkorábbi szatipatthána-szuttában a test tudatossága csak a tisztátalan testrészekre szorítkozott, illetve a dhammák fölötti szemlélődés kizárólag a hét megvilágosodási tényezőt jelentette. Sujato is egyetért a testen való szemlélődéssel kapcsolatban, azonban a dhammák között - a megvilágosodási tényezők mellett - az öt akadályt is említi. Analayo szerint a légzés tudatossága eredetileg nem szerepelt a műben. Értelmezése szerint a test múlandósága feletti szemlélődéshez könnyedén használható egy külső test (valaki más teste), de a légzéssel ugyanez nem lehetséges. 
|                  | Reconstruction                      | Théraváda Vibhanga                                                                                 | Szarvásztiváda Dharma-szkandha                                                                                  | Sáriputr-ábhidharma | Théraváda Mahá-szatipatṭhána-szutta                                                          | Szarvásztiváda Szmritjupaszthána-szútra | Ekájana-szútra | HosszúPradnyápáramita-szútra                                                          |
| ---------------- | ----------------------------------- | -------------------------------------------------------------------------------------------------- | --- | --- | -------------------------------------------------------------------------------------------- | --- | --- | ------------------------------------------------------------------------------------- |
| Test (kája)      | Tisztátlan testrészek               | Testrészek                                                                                         | Testrészek, 6 elem                                                                                              | 4 testtartás, tiszta megértés, Ánápánaszati, testrészek \|4 elem, étel, tér (5. elem), szivárgó nyílások, Halálon történő szemlélődés | Ánápánaszati, 4 testtartás, tiszta megértés, testrészek, 4 elem, halálon történő szemlélődés | 4 testtartás, tiszta megértés, gondolat kivágása, gondolat elnyomása, Ánápánaszati, 4 dhjána hasonlatok, fény észlelése, újra átnézés alapja, testrészek , 6 elem, halálon történő szemlélődés | testrészek , 4 elem, szivárgó nyílások, Halálon történő szemlélődés                                                                     | 4 testtartás, megértés, Ánápánaszati, 4 elem, testrészek, halálon történő szemlélődés |
| érzések (védana) |                                     | boldog/fájdalom/semleges, érzéki/spirituális                                                       | boldog/fájdalom/semleges, testi/mentális, érzéki/spirituális, érzékszervi/nem érzékszervi                       | boldog/fájdalom/semleges, érzéki/spirituális                                                                                          | boldog/fájdalom/semleges, érzéki/spirituális                                                 | boldog/fájdalom/semleges, testi/mentális, érzéki/spirituális, érzékszervi/nem érzékszervi | boldog/fájdalom/semleges, érzéki/spirituális, nincs kevert érzelem                                                                      | N/A (a forrás csak az érzések feletti meditációt említi részletezés nélkül)           |
| Tudat (csitta)   |                                     | Kapzsi (vagy nem), mérges, megtévesztett, összehúzott, emelkedett, elhagyott, szamádhi, elengedett | Kapzsi, mérges, megtévesztett, összehúzott, rest, kicsi, elterelődött, csöndes, szamádhi, kifejlett, elengedett | Kapzsi, mérges, megtévesztett, összehúzott, emelkedett, elhagyott, szamádhi, elengedett                                               | Kapzsi, mérges, megtévesztett, összehúzott, emelkedett, elhagyott, szamádhi, elengedett      | Kapzsi, mérges, megtévesztett, szennyezett, összehúzott, kicsi, alacsonyabb, kifejlett, szamádhi, elengedett                                                                                   | Kapzsi, mérges, megtévesztett, szeretet, megvalósított, zavarodott, összehúzott, egyetemes, emelkedett, elhagyott, szamádhi, elengedett | N/A                                                                                   |
| Dhammā           | akadályok, megvilágosodási tényezők | akadályok, megvilágosodási tényezők                                                                | akadályok, 6 érzéktartományok, megvilágosodási tényezők                                                         | akadályok, 6 érzéktartományok, megvilágosodási tényezők, négy nemes igazság                                                           | akadályok, szkandhák, 6 érzéktartományok, megvilágosodási tényezők, négy nemes igazság       | akadályok, 6 érzéktartományok, megvilágosodási tényezők | akadályok, megvilágosodási tényezők, 4 dhjána                                                                                           | N/A                                                                                   |

## Értelmezés és gyakorlat

### Adhjánáhozvezető gyakorlat
Rupert Gethin szerint erre a szuttára a belátás meditáció (vipasszana) tiszta formájaként tekintenek, amely kikerüli a nyugalom (szamatha) meditációt és a négy dhjána meditációt. Ennek ellenére a régebbi buddhista hagyományokban a tudatosságot az öt akadály megszüntetésével segítik elő, amely elvezet az első dhjána szintre. Gethin szerint a korai buddhista szövegek nagyjából egyetértenek a meditációs gyakorlatot tekintve. A megvilágosodási tényezők kifejlesztéséhez különböző gyakorlatok vezetnek, amelyek nem csupán eszközeit jelentik, hanem magát a megvilágosodást is.
Polak és Arbel mellett Gethin is úgy vélekedik, hogy egyértelműen rokonság található a boddzshangá, a hét megvilágosodási tényező, és a négy  dhjána között, amelyek valóssá teszik a tudat lecsillapítását célzó buddhista gyakorlatokat. Gethin szerint a szatipatthána és azánápánaszati egy olyan bizonyos formulához kapcsolódnak, amelyek a következőként összegzik a buddhista megvilágosodáshoz vezető utat: "elhagyni az akadályokat, megalapozni a tudatosságot, és kifejleszteni a hét megvilágosodási tényezőt." Ez "fokozott tudatossághoz" vezet, amely "leküzdi a nem üdvös, zavaró érzelmeket".
Sujato szerint a szamatha és a vipasszana a buddhista ösvény kiegészítő elemei. A szatipatthána elmagyarázza a tudatosságot - a nyolcrétű ösvény hetedik végtagja - és az ösvény szerves részeként értendő.
Polak kiegészíti Vetter gondlatait, miszerint az első dhjána kezdete teljesen természetes folyamat, az azt megelőző erőfeszítéseknek köszönhetően, amely az érzékek megtartóztatása és a négy helyes erőfeszítésnek köszönhetően. Grzegorz Polak szerint a négy upasszana nem utal négy különböző megalapozásra, csupán a dhjánák másfajta jellemzésére, a szankhárák lecsillaításának leírására:
- melyik érzékelési alapra (ájatana) kell figyelemmel lenni (kájánupasszana);
- az érztések fölötti szemlélődés, amelyek az érzékszervek és a tárgyuk kapcsolódásakor keletkeznek;
- a megváltozott tudatállapot, amelyhez ez a gyakorlat vezet (csittanupasszana);
- az öt akadályból a megvilágosodási tényezők felé való fejlődés (dhammanupasszana).

### Különféle gyakorlási módok
A Szatipatthána-szuttában leírt gyakorlatnak különböző módszerei léteznek:
1. Az egy módszerre való összpontosítás.[note 10] gyakorlása elegendő a megvilágosodáshoz. Ennek megfelelően a szövegmagyarázatok szerint is minden egyes szatipatthána gyakorlásával elérhető a megszabadulás. A kortárs meditációs tanárok talán éppen ezért használnak egyetlen meditációs technikát a gyakorlataikhoz, hiszen egy alaposan kigyakorolt meditációs technika a szatipatthána összes aspektusát képes lefedni és eljuttatni a végső cél.

Az Analāyo által említett rendszerben gondolkodó tanítók között szerepel S. N. Goenka és Ajahn Lee Dhammadharo. A gyakorlat igazolása mellett Analāyo a következő megjegyzéseket teszi: 
bármely szatipatthána gyakorlat kizárólagos gyakorlása mély belátáshoz vezethet... viszont mind a négy szatipatthána egy gyakorlatban történő ötvözése biztosítja a gyors, kiegyensúlyozott fejlődést.
1. Az egyes különböző gyakorlata egyenként, egymás utáni sorrendben.
2. A légzés tudatosságának folyamatos fenntartása mellett egyidejűleg a nem légzéses meditációs tárgyak gyakorlása is.[note 11]
3. Több módszer együttes használata vagy kontextustól függően.[note 12]

Analāyo és Soma szerint a hagyományos nézet szerint a Papancsaszudani különböző szatipatthána gyakorlatot ajánl, attól függően, hogy valaki:
- hajlamosabb az affektív vágyódásra vagy az intellektuális spekulációra; vagy,
- kimértebb a válaszadás terén vagy gyorsabb reakciójú.

Ez alapján a kommentárok személyiség alapján ajánlják a különböző szatipatthána gyakorlatokat, ahogy a jobboldali ábra mutatja.
Soma (2003, p. xxiv) hozzáteszi, hogy minden gyakorlónak (függetlenül a jellemétől és a vérmérsékletétől) gyakorolnia kell a testhelyzetek tudatosságát (mozgó, álló, ülő, fekvő) és a tiszta megértést, amiről a következőket írja: "Az egész tudatosság-gyakorlat a gyakorlatok helyes végzésének megértésén múlik."

## English commentaries
- Anālayo (2004), Satipatthana: The Direct Path to Realization, Windhorse Publications, ISBN 978-1899579549
- Anālayo (2013), Perspectives on Satipaṭṭhāna, Windhorse Publications, ISBN 978-1909314030
- Anālayo (2018), Satipatthana Meditation: A Practice Guide, Windhorse Publications, ISBN 978-1911407102
- Goenka, S.N. (2015), Satipatthana Sutta Discourses, Pariyatti Publishing, ISBN 978-1938754906
- Goldstein, Joseph (2016), Mindfulness: A Practical Guide to Awakening, Sounds True, ISBN 978-1622036059
- Gunaratana, Bhante (2014), The Four Foundations of Mindfulness in Plain English, Wisdom Publications, ISBN 978-1614290384
- Nhất Hạnh, Thích (2002), Transformation and Healing: Sutra on the Four Establishments of Mindfulness, Parallax Press, ISBN 978-1888375626
- Nyanaponika (2014), The Heart of Buddhist Meditation, Weiser Books, ISBN 978-1578635580
- Sīlānanda, Sayadaw U (2003), The Four Foundations of Mindfulness, Wisdom Publications, ISBN 978-0861713288
- Soma Maha Thera, Kotahene (1998), The Way of Mindfulness: The Satipatthana Sutta and Its Commentary, Buddhist Publication Society, ISBN 978-9552402562, <https://www.accesstoinsight.org/lib/authors/soma/wayof.html>
- Vimalaramsi, Bhante (2013), Moving Dhamma Volume 1, Dhamma Sukha Meditation Center, ISBN 978-1478373063, p. 59-123

## Külső hivatkozások
Páli szöveg
- Satipatthana Sutta in the original Pali SuttaCentral

Magyar fordítások
- a-buddha-ujja.hu Satipaṭṭhāna Sutta, Az éberség megalapozásáról szóló tanítóbeszéd, Fordította: Tóth Zsuzsanna
- a-buddha-ujja.hu Mahā-satipaṭṭhāna Sutta, Az éberség alapzatairól, Fordította: Pressing Lajos

Angol fordítások
- Satipaṭṭhāna Sutta: The Foundations of Mindfulness, translation by Bhikkhu Ñāṇamoli and Bhikkhu Bodhi
- Satipatthana Sutta: Frames of Reference, translation by Thanissaro Bhikkhu
- Mindfulness Meditation, translation by Bhante Sujato
- Satipatthana Sutta. The Discourse on the Arousing of Mindfulness, translation by Soma Thera
- The Longer Discourse on Mindfulness Meditation , translation by Bhikkhu Sujato
- Maha-satipatthana Sutta, translation by Thanissaro Bhikkhu
- Maha-satipatthana Sutta: The Great Frames of Reference, translation by Thanissaro Bhikkhu